# Monument
Pour les articles homonymes, voir Monument (homonymie).
 (décembre 2016).

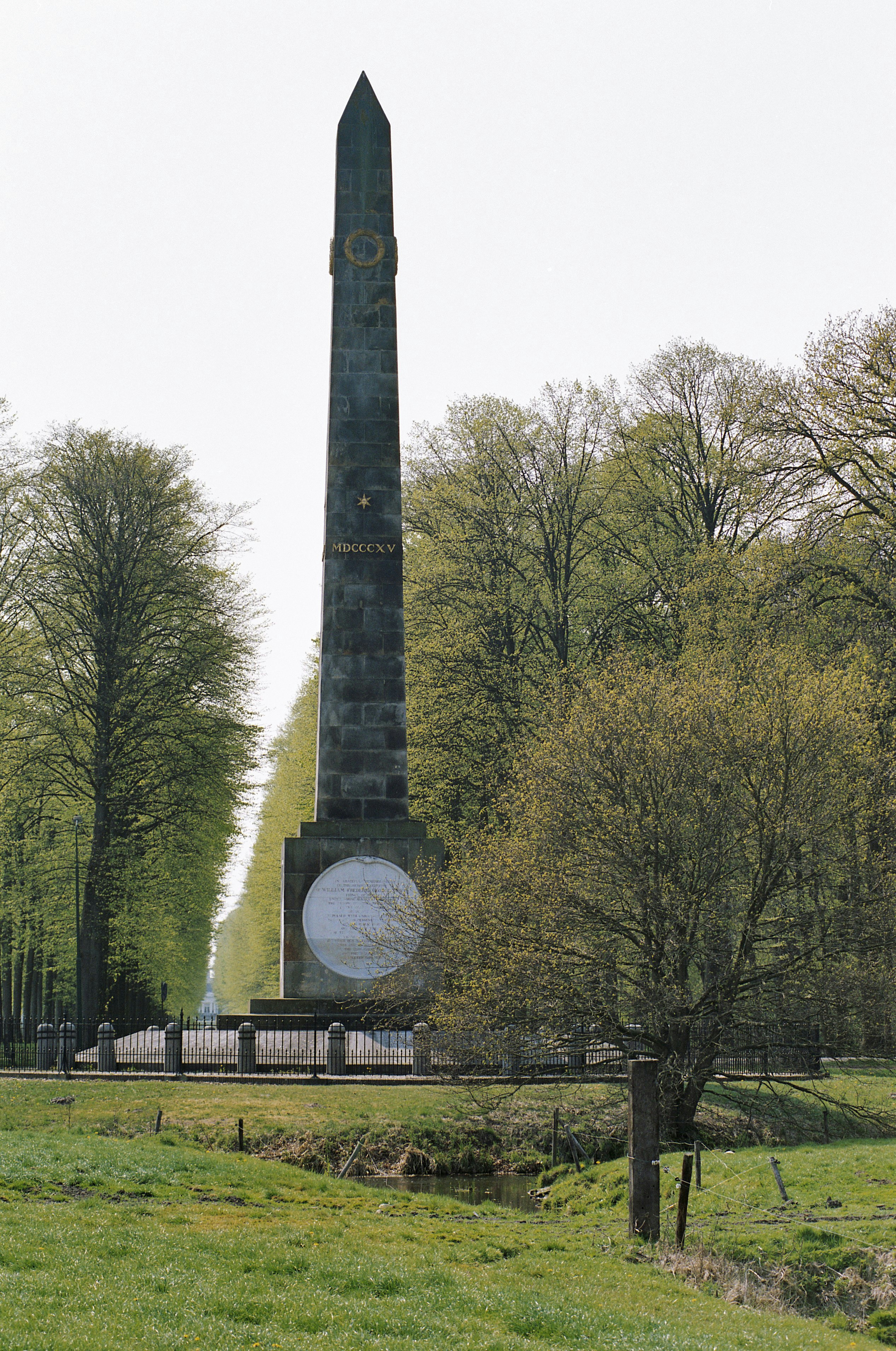
Monument, près de Baarn (Pays-Bas), commémorant la bataille des Quatre Bras.

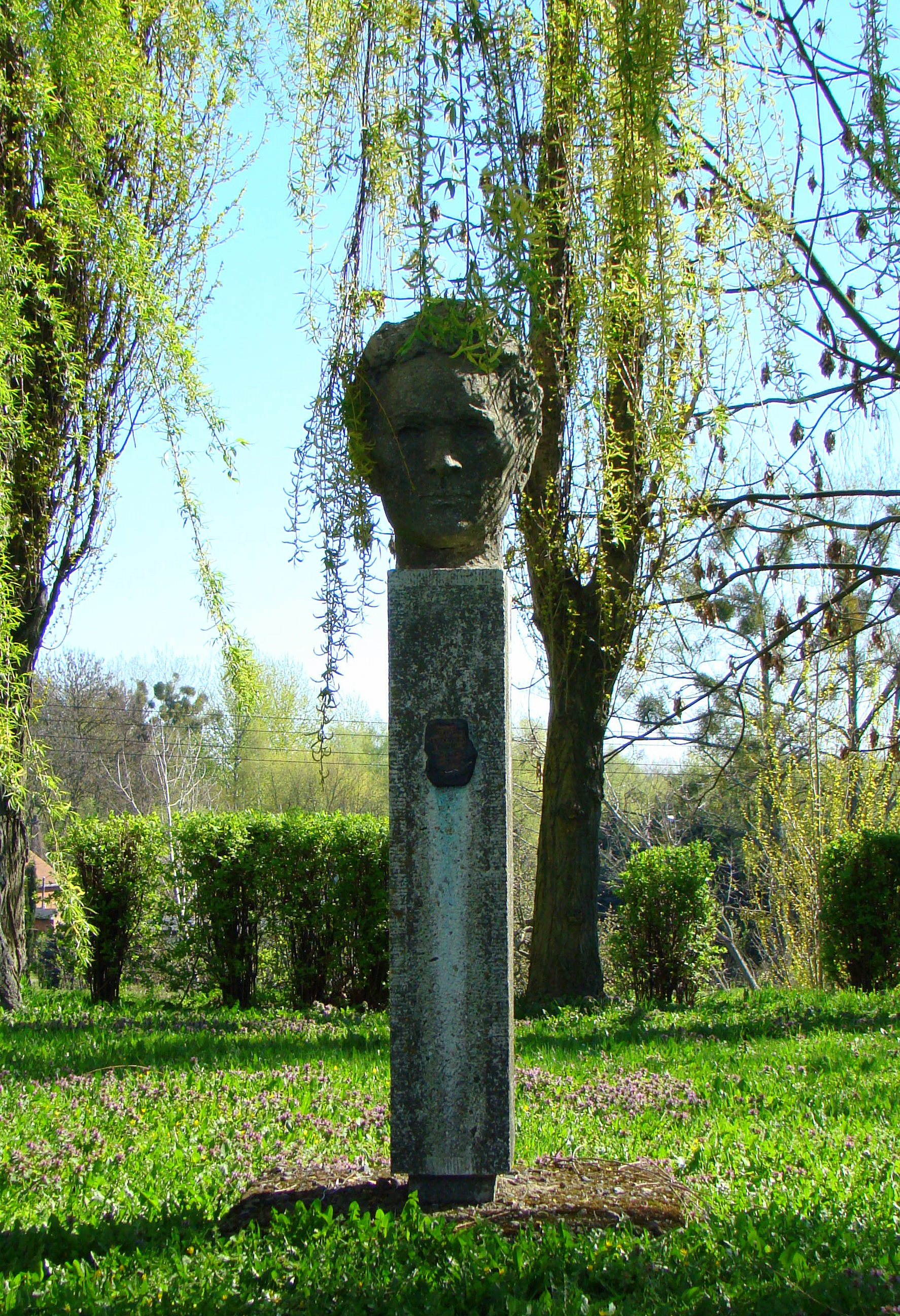
Monument à la mémoire de Marie Curie, à Police (Pologne).

Un monument (du latin monumentum, dérivé du verbe moneō « se remémorer ») désigne à l'origine une sculpture ou un ouvrage architectural permettant de rappeler un événement ou une personne, d'où sa signification première de « tombeau ». Mais par analogie, et beaucoup plus largement, ce terme qualifie depuis tout objet qui atteste l'existence, la réalité de quelque chose et qui peut servir de témoignage, comme une langue, une peinture ou une montagne.
Dans un sens commun, le terme « monument » désigne plutôt un édifice ou une structure ayant une valeur historique et culturelle.

## Usages du terme «monument»
Pour Aloïs Riegl, un monument est, au sens ancien du terme, une œuvre créée de la main de l’homme et édifiée dans le but précis de conserver toujours présent et vivant dans la conscience des générations futures le souvenir de telle action ou de telle destinée.
Pour Françoise Choay, dans l’Allégorie du Patrimoine, le monument travaille et mobilise la mémoire par « la médiation de l’affectivité », de façon à rappeler le passé en le faisant vibrer à la manière du présent. Ce passé contribue à maintenir et à préserver l’identité d’une communauté ethnique, culturelle ou politique. Le monument assure, rassure, tranquillise en conjurant l’être du présent.
Quelquefois sont appelés « monuments » des constructions dont tout d'abord, le but était différent : par exemple, la tour Eiffel construite en 1889 à Paris. Ces œuvres sont devenues l'emblème d'une ville ou d'un peuple. Parfois, leur destruction possède une valeur symbolique, par exemple le déboulonnage des statues de telle ou telle personnalité, notamment politique, qui fait souvent office de dictateur, comme ce fut le cas par exemple de Staline en URSS ou plus récemment de Saddam Hussein en Irak.

## Notion de «monument historique»

### En France
En France, la qualité de monument historique est apparue en 1830, a été consacrée par une loi de 1887 et a été confirmée par le législateur à travers la loi du 31 décembre 1913. Elle peut être indistinctement conférée par l’administration à n’importe quel bien corporel, mobilier ou immobilier, dès lors que sa conservation ou sa préservation peut en fonction de certains critères être considérée comme d’intérêt général.
Il faut attendre 1887 pour que le législateur intervienne dans le domaine des monuments historiques. La loi du 30 mars 1887, dont la portée était limitée puisqu'elle restreignait le classement aux seuls monuments appartenant à des personnes publiques et présentant un intérêt pour l'histoire et l’art national, entraîna de vives protestations. En particulier, nombreuses furent les communes qui n'admirent pas que les travaux de restauration qu'elles conduisaient soient soumis à l’approbation de l’administration centrale.
C'est après les lois de séparation qui mettaient en péril de nombreuses églises rurales, privées désormais des subventions du ministère des Cultes, que furent préparées la loi de 1913 et une mesure nouvelle, l’inscription à l’Inventaire supplémentaire. Cette loi entérine l’intérêt grandissant pour d’autres époques que le Moyen Âge, notamment pour l’architecture classique : l’adjectif national disparaissait dans sa rédaction qui ne retenait plus que l’intérêt historique ou artistique. Elle est complétée par la loi du 2 mai 1930 relative aux sites et modifiée en 1943 afin de prévoir la protection des abords des Monuments historiques.
Prenant acte du rôle de l’État dans la protection des monuments historiques, la loi de 1913 a posé le principe selon lequel il existe un intérêt public s’attachant à la conservation des monuments historiques qui justifie que l’État puisse porter atteinte en son nom au droit de propriété.
Elle est marquée par l’autorité unilatérale de l’État, qui n’a guère été modifié depuis en dépit de l’élargissement des critères de classement, des difficultés budgétaires, de la décentralisation et de la volonté de nos concitoyens de participer plus activement à la défense de leur patrimoine.

## Typologie

### Monuments religieux

#### Néolithique

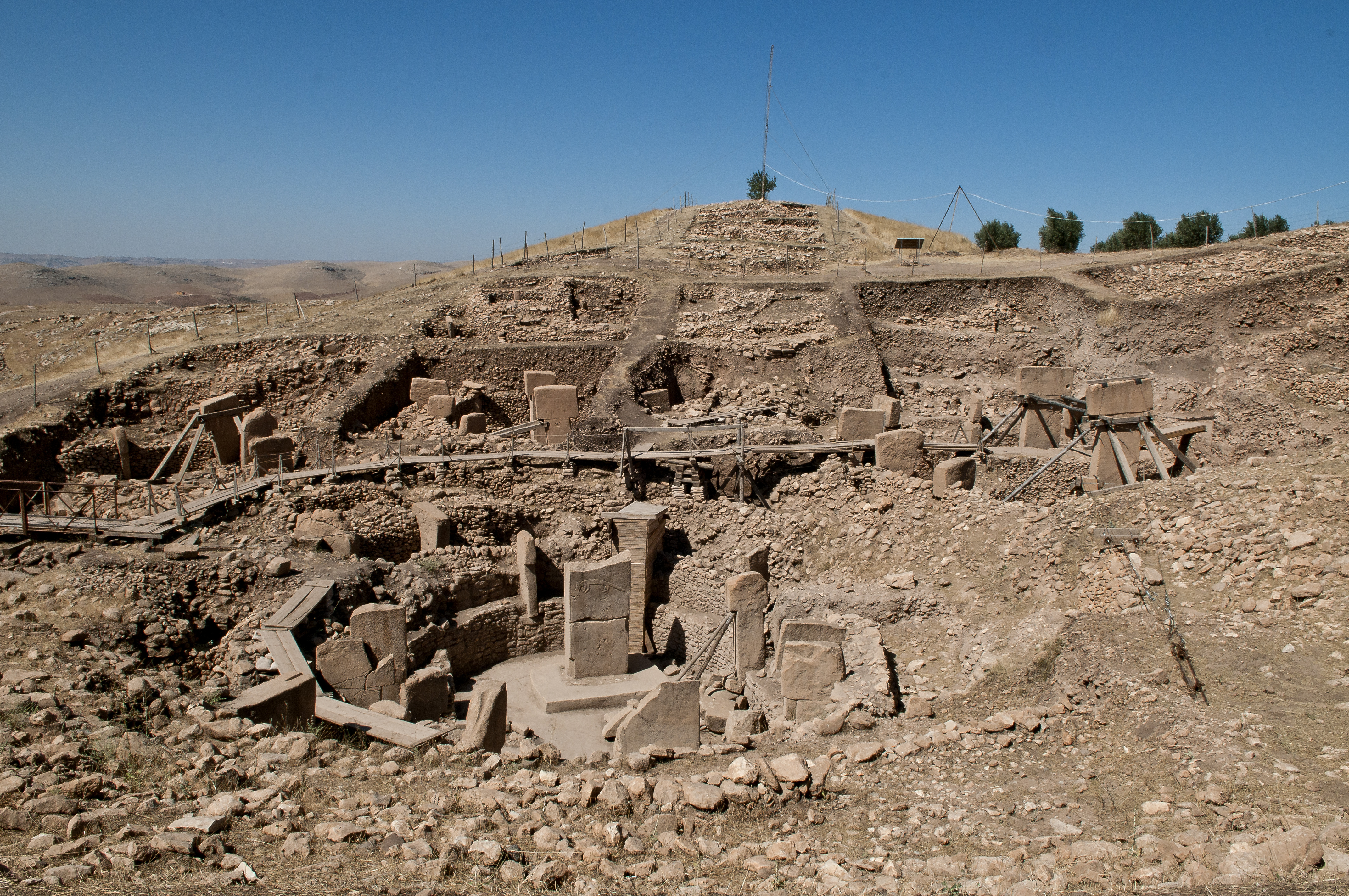
Le site de Göbekli Tepe, l'ensemble de monuments le plus ancien au monde actuellement connu

- Mégalithe
  - Dolmen

#### Europe chrétienne
- Église
- Palais épiscopal
- Couvent

#### Monde musulman
- Mosquée
- Zaouïa
- Khanqah

### Monuments profanes

#### Europe chrétienne
- Beffroi
- Château
- Hôtel de ville
- Place publique

## Monuments antiques
Les premiers monuments datent de la préhistoire, dans les lieux de cultes où les tombes et les tumulus signalés par des mégalithes tels que les menhirs et les dolmens de Carnac et Stonehenge possédaient une très grande importance.
De plus, l'Égypte est l'un des meilleurs exemples avec ses pyramides, statues et obélisques.
À l'époque gréco-romaine, les principaux types de monuments modernes s'affirment : les monuments funéraires de grandes dimensions, les mausolées et bien sûr les temples.
Voir aussi : Palais, dans son acception antique.

## Après l'avènement du christianisme
Le christianisme condamne les cultes antiques, et provoque donc un abandon des monuments antiques, au profit de la construction d'églises et de nouvelles basiliques à fonction religieuse. Certains édifices antiques sont transformés, par exemple le Panthéon de Rome.

## AuXVIIIesiècle
Début du retour du style néoclassique comme le Panthéon de Paris dont le projet de construction date de 1755.

## AuXIXesiècle

### Première moitié
Le style néoclassique s'impose et réintroduit les formes gréco-romaines, par exemple la statue de Napoléon Ier réalisée par Antonio Canova. L'arc de triomphe de l'Étoile à Paris, construit en 1836, s'inspire de l'arc de Titus à Rome.

### Seconde moitié
Les œuvres symboliques et allégoriques ou au contraire réalistes sont plus prisées. La statue de la Liberté est réalisée par le sculpteur français Auguste Bartholdi et l'ingénieur Gustave Eiffel entre 1875 et 1884. Celle-ci commémore l'indépendance des États-Unis.

## AuXXesiècle

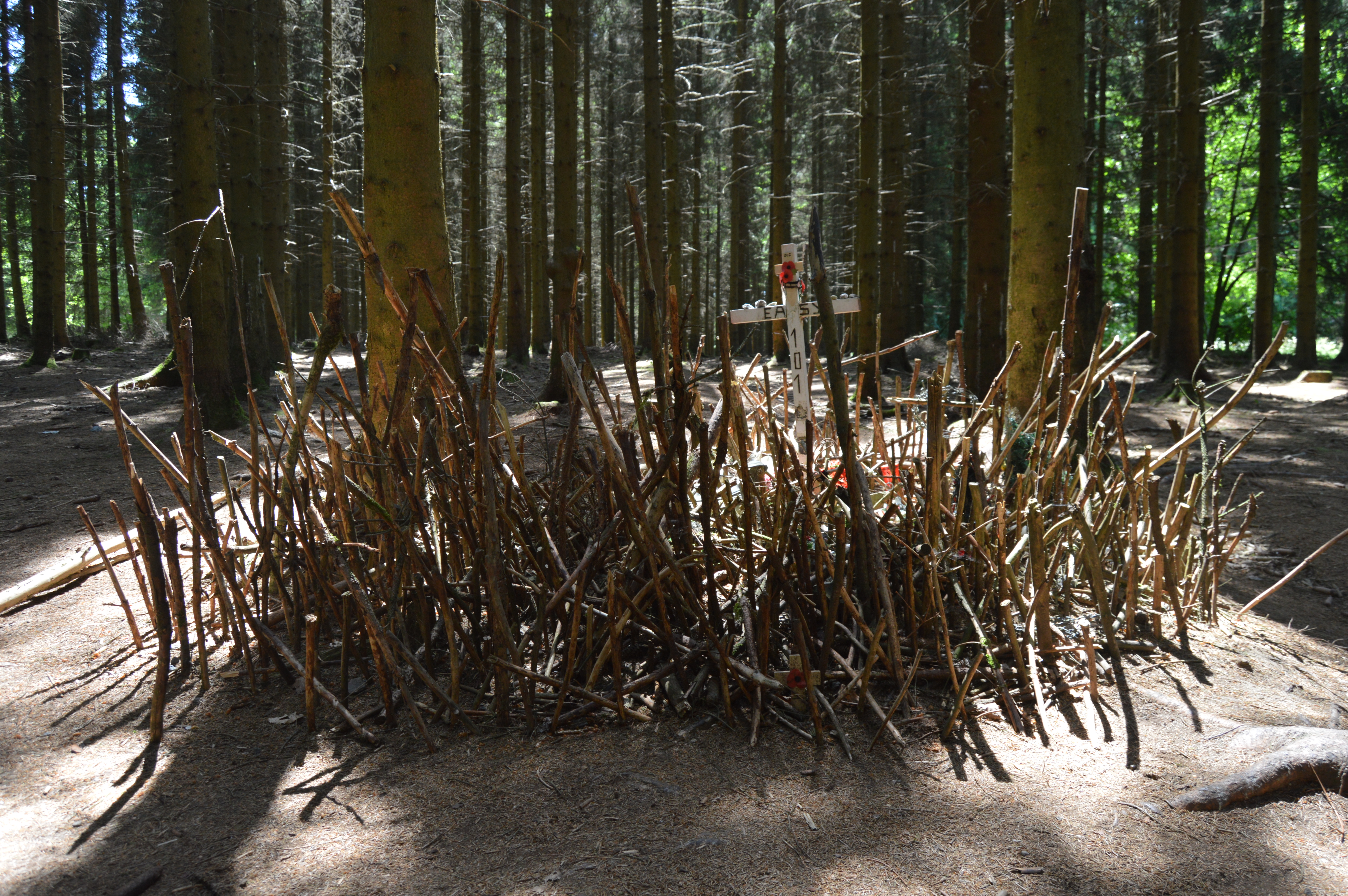
Monument informel à la Easy Company de l'Armée américaine, qui combattit lors de la bataille des Ardennes dans les bois de Bastogne. Le monument est composé de branches de sapin et de petits objets commémoratifs.

La notion de monument se perpétue avec d'innombrables œuvres architecturales de rayonnement international, depuis l'Opéra de Sydney Sydney Opera House jusqu'au cimetière américain de Colleville-sur-Mer.
Le land art fait son apparition, comme monumentalité éphémère, souvent réalisée avec des matériaux inhabituels.

## Conclusion
L’idée qu'un monument puisse représenter une pérennité culturelle n’est pas neuve. Au milieu du XIIe siècle, l’abbé Suger rencontra de vives résistances quand il voulut détruire la basilique fondée par Saint- Denis pour construire sa nouvelle abbatiale. Il lui a fallu un coup de force avec l’appui du pouvoir royal pour imposer sa modernité au détriment de la mémoire sacrée incarnée dans un édifice immémorial. Il a ainsi inauguré un processus que les hommes de toutes les époques ont trouvé détestable parce qu’il dérangeait leur sérénité : il a remplacé au lieu d’accumuler.
L’abbé Grégoire, inventeur du terme vandalisme, déclarait en 1794 que les barbares et les esclaves détestent les sciences et détruisent les monuments des arts, les hommes libres les aiment et les conservent.
Depuis la naissance de l’urbanité et des sociétés organisées en civilisations et non plus en tribus, les villes ont bâti leur fonctionnement, leur réputation, leur rayonnement sur l’accumulation de monuments bien plus que sur une programmation d’urbanisme. Chaque génération a ajouté sa strate d’édifices et de statues qui témoignaient de l’ancienneté et donc de la réussite de la cité. Une ville neuve en général ne prend pas rapidement, il faut le temps de l’accumulation, et ce n’est pas un hasard si les métropoles les plus importantes sont précisément celles qui ont la plus haute antiquité. Il faut attendre les utopistes de notre époque pour trouver des villes sorties du néant ; ils prétendent faire le bonheur des hommes malgré eux, leur imposer sans concertation, notamment architecturale et urbanistique, une vision purement théorique dans laquelle ils n’y trouvent pas leur équilibre.[réf. nécessaire]